# 札幌郡
札幌郡（日语：／ Sapporo gun */?）為過去日本北海道石狩支廳轄下的郡，轄區包含現在札幌市的部份區域、江別市和北廣島市。已於1996年9月1日因無管轄町村而廢除。

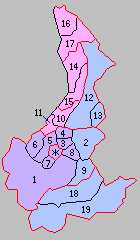
北海道一・二級町村制施行時札幌郡下辖町村（1.丰平村2.江別村3.札幌村4.篠路村5.琴似村6.手稻村7.藻岩村8.白石村9.广島村 ＊：札幌区 紫色：札幌市）

## 歷史

### 沿革
- 1869年8月15日：北海道設置11國86郡，石狩國札幌郡成立。
- 1897年11月：北海道實施支廳制，此時札幌郡下轄札幌區、豐平村、平岸村、月寒村、江別村、對雁村、札幌村、苗穗村、丘珠村、雁來村、篠路村、琴似村、發寒村、上手稻村、下手稻村、山口村、圓山村、山鼻村、白石村、上白石村、廣島村。[1]（1區20村）
- 1899年10月1日：札幌區（現在的札幌市）成為自治區，並脫離札幌郡之管轄。（20村）
- 1902年4月1日：（12村）
  - 月寒村、平岸村、豐平村合併為豐平村，並成為北海道二級村。
  - 札幌村、雁來村、苗穗村、丘珠村合併為札幌村，並成為北海道二級村。
  - 山口村、上手稻村、下手稻村合併為手稻村，並成為北海道二級村。
  - 白石村和上白石村合併為白石村，並成為北海道二級村。
  - 廣島村成為北海道二級村。
- 1906年4月1日：（9村）
  - 江別村、對雁村和石狩郡篠津村合併為江別村，並成為北海道二級村。
  - 篠路村成為北海道二級村。
  - 琴似村和發寒村合併為琴似村，並成為北海道二級村。
  - 圓山村和山鼻村合併為藻岩村，並成為北海道二級村。
- 1907年4月1日：豐平村成為北海道一級村。
- 1908年6月1日：豐平村改制為豐平町，並成為北海道一級町。（1町8村）
- 1909年4月1日：江別村成為北海道一級村。
- 1910年4月1日：藻岩村的山鼻地區被併入札幌區。
- 1916年6月1日：江別村改制為江別町，並成為北海道一級町。（2町7村）
- 1921年4月1日：廣島村成為北海道一級村。
- 1923年4月1日：琴似村成為北海道一級村。
- 1923年4月1日：札幌村成為北海道一級村。
- 1932年6月1日：白石村成為北海道一級村。
- 1936年4月1日：藻岩村成為北海道一級村。
- 1938年4月15日：藻岩村改制並改名為為圓山町，並成為北海道一級町。（3町6村）
- 1941年4月1日：圓山町被併入札幌市。（2町6村）
- 1942年2月11日：琴似村改制為琴似町，並成為北海道一級町。（3町5村）
- 1943年6月1日：北海道一級二級町村制廢止。
- 1950年7月1日：白石村被併入札幌市。（3町4村）
- 1951年11月1日：手稻村改制為手稻町。（4町3村）
- 1954年7月1日：江別町改制為江別市，並脫離札幌郡之管轄。（3町3村）
- 1955年3月1日：琴似町、札幌村、篠路村被併入札幌市。（2町1村）
- 1961年5月1日：豐平町被併入札幌市。（1町1村）
- 1967年3月1日：手稻町被併入札幌市。（1村）
- 1968年9月1日：廣島村改制為廣島町。（1町）
- 1996年9月1日：廣島町改制為廣島市，並在當天改名為北廣島市，並脫離札幌郡之管轄；札幌郡因無管轄町村而廢除。

### 變遷表
| 1897年11月5日    | 1897年 - 1912年                         | 1897年 - 1912年                            | 1897年 - 1912年                            | 1912年 - 1944年             | 1912年 - 1944年             | 1945年 - 1954年           | 1955年 - 1988年          | 1989年 - 现在                       | 现在     |
| ---------------- | --------------------------------------- | ------------------------------------------ | ------------------------------------------ | --------------------------- | --------------------------- | ------------------------- | ------------------------ | ----------------------------------- | -------- |
| 札幌区           | 1899年10月1日 区制 札幌区（脱离札幌郡） | 1899年10月1日 区制 札幌区（脱离札幌郡）    | 1899年10月1日 区制 札幌区（脱离札幌郡）    | 1922年8月1日 市制 札幌市    | 1922年8月1日 市制 札幌市    | 札幌市                    | 札幌市                   | 札幌市                              | 札幌市   |
| 山鼻村           | 1906年4月1日 藻岩村                     | 1910年4月1日 旧山鼻村域 并入札幌区         | 1910年4月1日 旧山鼻村域 并入札幌区         | 1922年8月1日 市制 札幌市    | 1922年8月1日 市制 札幌市    | 札幌市                    | 札幌市                   | 札幌市                              | 札幌市   |
| 圆山村           | 1906年4月1日 藻岩村                     |                                            |                                            | 1938年4月15日 町制 圆山町   | 1941年4月1日 并入札幌市     | 札幌市                    | 札幌市                   | 札幌市                              | 札幌市   |
| 上白石村         | 1902年4月1日 白石村                     | 1908年4月1日 旧上白石村域的 一部并入札幌区 | 1908年4月1日 旧上白石村域的 一部并入札幌区 | 札幌市                      | 札幌市                      | 札幌市                    | 札幌市                   | 札幌市                              | 札幌市   |
| 白石村           | 1902年4月1日 白石村                     |                                            |                                            | 白石村                      | 白石村                      | 1950年7月1日 并入札幌市   | 札幌市                   | 札幌市                              | 札幌市   |
| 札幌村           | 1902年4月1日 札幌村                     | 1908年4月1日 一部并入札幌区                | 1908年4月1日 一部并入札幌区                | 札幌市                      | 札幌市                      | 札幌市                    | 札幌市                   | 札幌市                              | 札幌市   |
| 苗穂村           | 1902年4月1日 札幌村                     |                                            |                                            | 1934年4月1日 一部并入札幌市 | 1934年4月1日 一部并入札幌市 | 札幌市                    | 札幌市                   | 札幌市                              | 札幌市   |
| 丘珠村           | 1902年4月1日 札幌村                     | 札幌村                                     | 札幌村                                     | 1950年4月1日 一部并入札幌市 |                             |                           | 札幌市                   | 札幌市                              | 札幌市   |
| 雁来村           | 1902年4月1日 札幌村                     | 札幌村                                     | 札幌村                                     | 札幌村                      | 1955年3月1日 并入札幌市     |                           |                          | 札幌市                              | 札幌市   |
| 篠路村           | 篠路村                                  | 篠路村                                     | 篠路村                                     | 篠路村                      | 篠路村                      | 篠路村                    |                          | 札幌市                              | 札幌市   |
| 篠路村           | 1906年4月1日 一部并入琴似村             | 1906年4月1日 一部并入琴似村                | 1906年4月1日 一部并入琴似村                | 琴似村                      | 1955年3月1日 并入札幌市     | 1942年2月11日 町制 琴似町 | 琴似町                   | 札幌市                              | 札幌市   |
| 琴似村           | 1906年4月1日 琴似村                     | 1906年4月1日 琴似村                        | 1906年4月1日 琴似村                        | 琴似村                      | 1955年3月1日 并入札幌市     | 1942年2月11日 町制 琴似町 | 琴似町                   | 札幌市                              | 札幌市   |
| 发寒村           | 1906年4月1日 琴似村                     | 1906年4月1日 琴似村                        | 1906年4月1日 琴似村                        | 琴似村                      | 1955年3月1日 并入札幌市     | 1942年2月11日 町制 琴似町 | 琴似町                   | 札幌市                              | 札幌市   |
| 丰平村           | 1902年4月1日 丰平村                     |                                            | 1908年4月1日 一部并入札幌区                | 札幌市                      | 札幌市                      | 札幌市                    | 札幌市                   | 札幌市                              | 札幌市   |
| 平岸村           | 1902年4月1日 丰平村                     | 明治41年6月1日 町制 丰平町                 | 明治41年6月1日 町制 丰平町                 | 丰平町                      | 丰平町                      | 丰平町                    | 1961年5月1日 并入札幌市  | 札幌市                              | 札幌市   |
| 月寒村           | 1902年4月1日 丰平村                     | 明治41年6月1日 町制 丰平町                 | 明治41年6月1日 町制 丰平町                 | 丰平町                      | 丰平町                      | 丰平町                    | 1961年5月1日 并入札幌市  | 札幌市                              | 札幌市   |
| 上手稻村         | 1902年4月1日 手稻村                     | 1902年4月1日 手稻村                        | 1902年4月1日 手稻村                        | 手稻村                      | 手稻村                      | 1951年11月1日 町制 手稻町 | 1967年3月1日 并入札幌市  | 札幌市                              | 札幌市   |
| 下手稻村         | 1902年4月1日 手稻村                     | 1902年4月1日 手稻村                        | 1902年4月1日 手稻村                        | 手稻村                      | 手稻村                      | 1951年11月1日 町制 手稻町 | 1967年3月1日 并入札幌市  | 札幌市                              | 札幌市   |
| 山口村           | 1902年4月1日 手稻村                     | 1902年4月1日 手稻村                        | 1902年4月1日 手稻村                        | 手稻村                      | 手稻村                      | 1951年11月1日 町制 手稻町 | 1967年3月1日 并入札幌市  | 札幌市                              | 札幌市   |
| 江別村           | 1902年4月1日 江別村                     | 1902年4月1日 江別村                        | 1902年4月1日 江別村                        | 1916年1月1日 町制 江別町    | 1916年1月1日 町制 江別町    | 1954年7月1日 市制 江別市  | 江別市                   | 江別市                              | 江別市   |
| 对雁村           | 1902年4月1日 江別村                     | 1902年4月1日 江別村                        | 1902年4月1日 江別村                        | 1916年1月1日 町制 江別町    | 1916年1月1日 町制 江別町    | 1954年7月1日 市制 江別市  | 江別市                   | 江別市                              | 江別市   |
| 筱津村（石狩郡） | 1902年4月1日 江別村                     | 1902年4月1日 江別村                        | 1902年4月1日 江別村                        | 1916年1月1日 町制 江別町    | 1916年1月1日 町制 江別町    | 1954年7月1日 市制 江別市  | 江別市                   | 江別市                              | 江別市   |
| 广岛村           | 广岛村                                  | 广岛村                                     | 广岛村                                     | 广岛村                      | 广岛村                      | 广岛村                    | 1968年9月1日 町制 广岛町 | 1996年9月1日 市制 即日改称 北广岛市 | 北广岛市 |